# 4145 Maximova
4145 Maximova este un asteroid din centura principală, descoperit pe 29 septembrie 1981 de Liudmila Juravliova.